# Dendrocincla
Dendrocincla é um género de ave da família Dendrocolaptidae.
Este género contém as seguintes espécies:
- Dendrocincla tyrannina
- Arapaçu-pardo, Dendrocincla fuliginosa
- Arapaçu-liso, Dendrocincla turdina
- Dendrocincla anabatina
- Arapaçu-da-taoca, Dendrocincla merula
- Dendrocincla homochroa